# في بلاد حرة (رواية)
في بلاد حرة رواية للكاتب فيديادر سوراجبراساد نيبول الحاصل على جائزة نوبل في الأدب، نُشرت عام 1971 عن طريق دار أندريه دويتش، وفازت في العام نفسه بـجائزة بوكر. تتكوّن الرواية من إطار سردي وثلاث قصص قصيرة: "واحد من بين كثيرين", "قل لي من عليّ أن أقتل", والقصة التي تحمل العنوان نفسه "في دولة حرة".
تُقدَّم الرواية بأسلوب متعدد الحركات، حيث تتلاقى القصص الثلاث نحو ثيمة موحّدة، رغم أنها غير مصرح بها بشكل مباشر. غير أن القارئ يلمس بوضوح أن المحور المشترك هو ثمن الحرية، من خلال تشبيهات ضمنية تربط بين المصائر الثلاثة في سياقات مختلفة.

## ملخص حبكة الرواية
تبدأ الرواية بسرد من راوٍ على متن معدّية إلى مصر، وتنتهي بعد مرور سنوات عديدة عندما يعود إلى مصر سائحًا، وداخل هذه القصة المؤَطرة ثلاث قصص. 

### ملخص القصة الأولى (واحد من بين كثيرين)
تتعلق الحكاية الأولى بخادم هندي من بومباي ، يرافق سيده في مهمة دبلوماسية إلى العاصمة واشنطن لعدم توفر خيار حقيقي آخر لديه في بلاده. ويتعين على الهنديين في البداية أن يتكيفا مع سعر الصرف المتدني للعملة الهندية في الولايات المتحدة.  
يسكن الخادم في غرفة تشبه الخزانة، وينفق عن غير قصد راتب عدة أسابيع فقط لشراء وجبة خفيفة. ثم يلتقي بصاحب مطعم يعرض عليه راتباً يبدو وكأنه ثروة، فيهرب ويعمل في المطعم. ولكن بمجرد أن ينظم شؤونه بشكل معقول، يبدأ في العيش في خوف من أن يجده سيده ويأمره بالعودة. ويعلم أيضًا أنه يعمل بشكل غير قانوني، وأنه معرض للترحيل. 
وكانت الطريقة الوحيدة لتسوية الوضع هي الزواج من امرأة أغوته، لكنه كان يتجنبها منذ ذلك الحين خجلاً.  

### ملخص القصة الثانية (قل لي من عليّ أن أقتل)
تدور القصة الثانية حول عائلة جنوب آسيوية ممتدة تعيش في منطقة ريفية في جزر الهند الغربية. يظهر في القصة نزاع طبقي داخلي، حيث ينجح أحد أبناء العائلة الثرية في إذلال ابن عمه، وهو الراوي، ويُظهر التفوق المالي والاجتماعي الذي يتمتع به. يُرسل هذا الابن لاحقًا إلى كندا، حيث يتوقع له الجميع مستقبلاً مشرقًا، في حين لا يُنتظر شيء من أبناء العائلة الأفقر.
ينطلق الأخ الأصغر من العائلة الأفقر إلى إنجلترا لدراسة الهندسة، ويكرّس أخوه الأكبر، وهو الراوي، نفسه لدعمه ماليًا. يعمل لساعات طويلة في وظائف مهينة، ثم يتمكن من توفير المال الكافي ليفتتح مشروعًا صغيرًا — مطعمًا. لكن المفاجأة تأتي حين يكتشف أن شقيقه لا يدرس على الإطلاق، على الرغم من مظهره الملتزم.
يبدأ المطعم يجتذب الزبائن من المنحرفين والعنيفين، وتنتهي الأمور بكارثة عندما يقتل الراوي، في نوبة من الغضب، أحد هؤلاء الزبائن، ليتبين لاحقًا أنه كان صديقًا لأخيه. تنتهي القصة بمشهد شديد المرارة: الراوي يحضر زفاف شقيقه، يرافقه مرافقٌ شخصي، في إشارة إلى تحوّله إلى شخص مريض نفسيًا أو تحت وصاية قانونية.

### ملخص القصة الثالثة (في بلاد حرة)
تدور أحداث القصة الثالثة في دولة إفريقية من منطقة البحيرات الكبرى، حصلت مؤخرًا على استقلالها. يعيش البلد حالة من الاضطراب السياسي العنيف: الملك، الذي كان يحظى بدعم المستعمرين السابقين، في حالة فرار وضعف، بينما يوشك الرئيس الجديد على الاستيلاء الكامل على السلطة. تتصاعد أعمال العنف في المدن، وتلوح بوادر الفوضى في الريف. تنتشر شائعات عن احتمال ترحيل الجالية الآسيوية من البلاد.
في هذا السياق المضطرب، يظهر بوبي، موظف حكومي عاد للتو من مؤتمر في العاصمة. في طريقه إلى المجمع الحكومي حيث يعيش، يُقلّ معه ليندا، زوجة أحد زملائه. يتضح مبكرًا أن بوبي مثلي الجنس، وقد تعرّض للرفض من شاب زولو في بار الفندق. سرعان ما نكتشف أن ليندا بدورها لديها مخططات شخصية في هذه الرحلة.
تتخذ العلاقة بين الاثنين منحىً معقدًا منذ البداية، إذ يبدو أن بوبي يستمتع باستفزاز ليندا، التي تحاول الحفاظ على هدوئها. يتم التطرق أيضًا إلى تاريخه المرضي النفسي، ما يعمّق غموض شخصيته. تسوء الأوضاع حين يتوقفان في فندق يديره كولونيل سابق، يرفض التكيف مع واقع ما بعد الاستقلال. أثناء العشاء، يشهدان مشادة بين الكولونيل وخادمه "بيتر"، الذي يتهمه بالتخطيط لاغتياله.
يكتشف بوبي أن ليندا كانت تخطط لعلاقة خارج إطار الزواج، فيغضب ويصبح عدوانيًا. تتواصل رحلتهما إلى وجهتهما، مرورًا بموقع اغتيال الملك، ولقائهما بهندي فيلسوف يخطط للرحيل إلى مصر، ورؤيتهما لمؤشرات مجزرة جماعية وشيكة. في إحدى نقاط التفتيش، يتعرض بوبي للضرب على يد جنود الجيش.
تعتمد القصة على بنية رواية الطريق (road novel)، حيث تتكشف تدريجيًا فظاعة الوضع السياسي، وتتعمق شخصيات بوبي وليندا، فيما يغرق البلد في الفوضى والعنف المتصاعد.